# Консеквенціалізм
Консеквенціалізм — група етичних теорій, де критерієм моральності є результат (консеквент) поведінки. Таким чином, 
з точки зору консеквенціалістів, морально-правова дія або бездіяльність це те, що дає хороші результати або наслідки (включаючи ті наслідки, які виникли в ході досягнення цих результатів).
Прикладом консеквенціальної поведінки може бути неправдиве показання, щоб врятувати життя безневинних людей, хоча неправдиві свідчення під присягою загрожують свідку урядовим покаранням. Історичними формами консеквенціализму були евдемонізм, гедонізм, утилітаризм та розумний егоїзм.
Найвідомішим представником консеквенціалізму вважають Джона Стюарта Мілля (1808-1873). У консеквенціалізмі вагомішими є наслідки. Це означає прорахування всіх можливих варіантів, і вибір одного, який дасть оптимальний результат. 
Велика частина політичних аргументів у сучасному світі консеквенціальна за формою. Одна з головних труднощів консеквенціализму викликана парадоксом, що полягає в тому, що прихильність до консеквенціалізму може не давати таких хороших результатів, як інші парадигми: наприклад, в релігійних суспільствах може бути більше порядку і задоволень, ніж у світських.